# Real Expedición Botánica a Nueva España
La Real Expedición Botánica a Nueva España fue una de las más complejas entre las muchas expediciones científicas que organizó la Corona española durante el siglo XVIII, por la duración, por la extensión de sus recorridos y por la extraordinaria calidad y cantidad de los materiales que se reunieron. La expedición estuvo dirigida por el botánico español Martín de Sessé, catedrático de botánica en la Real Universidad de México y, como su asistente, llevó al naturalista y médico novohispano José Mariano Mociño.

## Contexto histórico

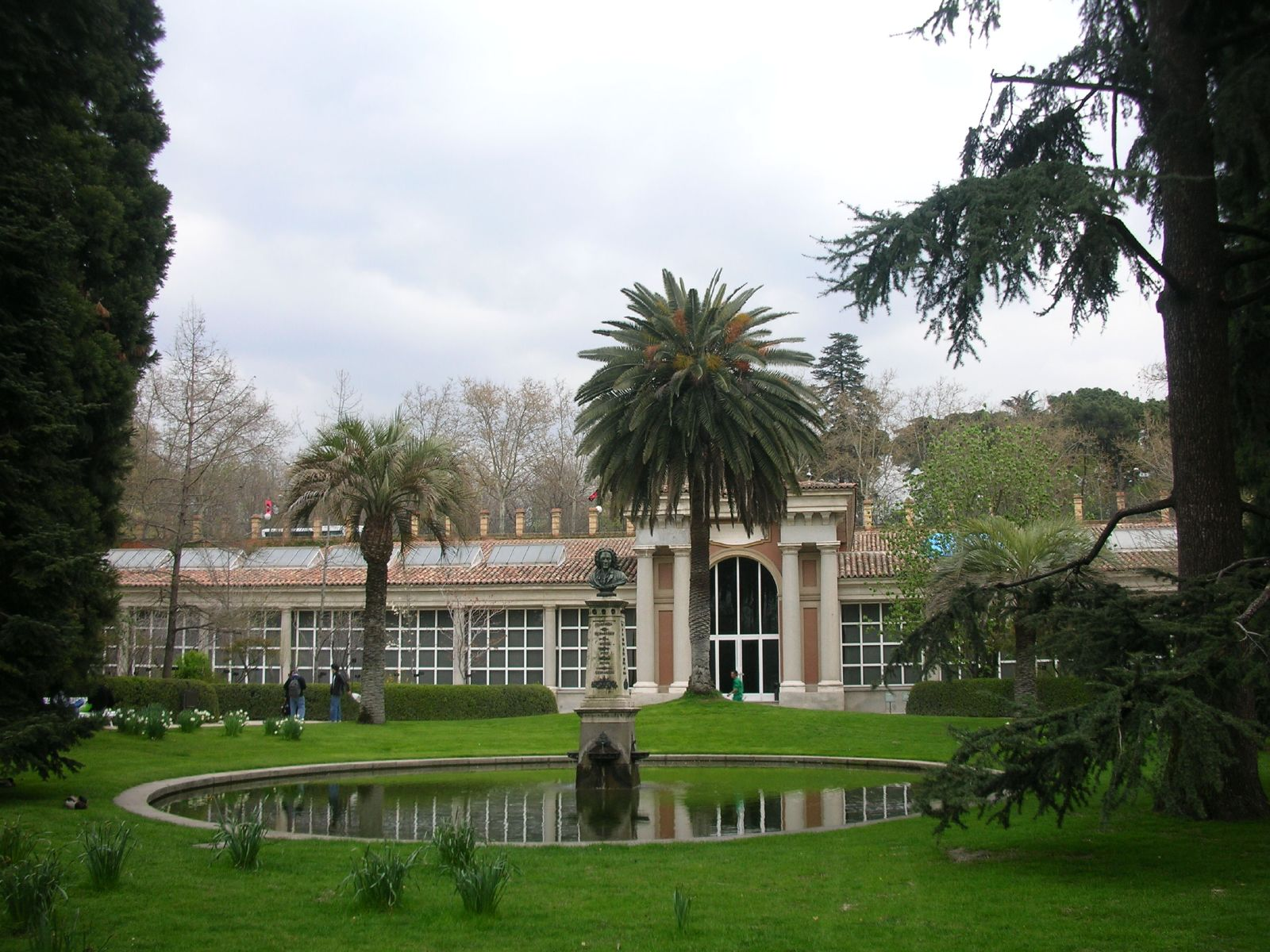
Real Jardín Botánico de Madrid.

La Botánica, durante la Ilustración, atrajo gran cantidad de estudios por los abundantes usos de muchas plantas: agrícolas, medicinales, tintóreas, textiles, maderables, etc. Su estudio sintonizaba con los propósitos reformistas como muestra de la renovada confianza en la razón y por eso su conocimiento formó parte de la ofensiva para superar el atraso de España.

## La expedición
Esta expedición marca el inicio del conocimiento de la diversidad vegetal y animal de México y áreas aledañas. El objetivo de la expedición fue recolectar y describir las plantas propias de Nueva España, confeccionar herbarios y realizar dibujos. Del material se hicieron duplicados, tanto por seguridad como para proveer dos colecciones, una para México y otra para Madrid adonde, además, se enviaron plantas vivas y semillas. En total se registraron 797 géneros y 1327 especies de plantas con semilla, además de 7 criptógamas.
En la expedición, dirigida por el botánico Martín de Sessé, participaron un grupo de científicos de España entre los que se incluyen el botánico Vicente Cervantes, el anatomista y cirujano José Longinos Martínez (como naturalista agregado), los farmacéuticos Jaime Senseve (como profesor farmacéutico) y Juan Diego del Castillo (como botánico agregado). La excepción fueron José Mariano Mociño y José Maldonado, alumnos mexicanos del Real Jardín Botánico de México creado por Vicente Cervantes, que se incorporán a la expedición en 1790, como también eran mexicanos los jóvenes artistas dedicados a pintar las plantas, Vicente de la Cerda y Atanasio Echeverría y Godoy, de la Real Academia de San Carlos de las Nobles Artes.  
Además, la expedición incluyó el estudio e ilustración de aves, peces, insectos, mamíferos, anfibios y reptiles, crustáceos y arañas. Este trabajo coloca a los miembros de la Real Expedición como pioneros en el estudio de la ornitología y la ictiología en América.
En octubre de 1787 comenzaron las primeras excursiones científicas a las inmediaciones de la capital mexicana para herborizar, y continuaron cada vez con un carácter más general y sistemático. Durante 1789 en una nueva salida se llegó a la costa del Pacífico a la altura de Acapulco. En la tercera y más compleja de las exploraciones, que se inició el 17 de mayo de 1790, los expedicionarios se dirigieron hacia el norte y dividieron los efectivos al llegar a Mazatlán. Un grupo realizó un recorrido más largo, llegando a Chihuahua y regresando luego hacia el sur, hasta Aguascalientes, donde se encontraron con el segundo grupo, cuyo itinerario, más corto, les llevó por las provincias de Sinaloa y Sonora. 
Algunos miembros permanecieron en México, mientras otro expedicionario, José Longinos Martínez, recorrió a fondo California. En 1792 Mociño, Echeverría, Maldonado y del Castillo formaron parte de la expedición del capitán español Bodega y Quadra, a quien acompañaron en calidad de naturalistas, para recorrer las posesiones españolas en la costa norte del continente americano, Los Ángeles, San Francisco y la bahía de Monterrey. Esta expedición zarpó del puerto de San Blas, Nayarit, y alcanzó la isla de Nutca, en el actual Canadá, donde se celebró la histórica reunión entre Bodega y Cuadra y el almirante inglés George Vancouver para solucionar los alegatos de posesión del archipiélago nutkense entre Inglaterra y España. 
La siguiente campaña, iniciada en abril de 1793, se llevó a cabo, de nuevo, dividiendo los efectivos. Mientras un grupo exploraba diversas zonas de la Huasteca, al este de la capital mexicana, hasta la costa, otro se dirigió hacia la Mixteca y el istmo de Tehuantepec, reuniéndose los dos grupos en el camino de regreso. A principios de 1795 todos los expedicionarios estaban en la capital mexicana. Se había rebasado el plazo inicial concedido a la expedición, que expiraba en junio de 1794, pero gracias a una prórroga sus actividades se extendieron hasta 1803, año de su regreso a Madrid, formando dos comisiones, una a Guatemala, y otra, a Cuba, Puerto Rico y Santo Domingo.

## Ediciones y publicaciones
Bajo el título La Real Expedición Botánica a Nueva España de José Mariano Mociño y Martín de Sessé, fue publicada por Siglo XXI Editores y la UNAM la colección completa de láminas realizadas por Atanasio Echevería y Vicente de la Cerda, dibujantes de la expedición. 
El gran mérito de esta edición es la actualización de la clasificación de las plantas, de acuerdo a los criterios actuales en Botánica y Biología. Se incluyó como referencia el sistema de clasificación utilizado durante la expedición, el propuesto por Carlos Linneo, por lo que fue necesario recuperar las anotaciones realizadas por Mociño y de Sessé a cada una de las ilustraciones, labor en la que intervinieron más de 70 investigadores de diferentes institutos (Filolóficas, Botánica, Biología, entre otros) de la Universidad Nacional Autónoma de México.
Además, se incluyó un tomo de textos críticos en los que se presentan diferentes estudios históricos sobre la expedición, del contexto particular en que se desarrolló, la influencia de las ideas de la Ilustración en ella, así como la importancia y aportaciones que dicha empresa hizo a la Ciencia Moderna.